# Гистав ле Бон
Гистав Ле Бон (фр. Gustav Le Bon; 7. мај 1841 — 13. децембар 1931, Париз) био је француски социјални психолог, социолог, антрополог, проналазач и бавио се аматерски физиком. Његово најзначајније дело је "Група: Студија о популарном мишљењу". Његови текстови садрже теорије о нацистичким особинама, расној и мушкој супериорности и психологији гомиле.
Ле Бон је започео своју каријеру писца радећи на новом пољу антропологије.

## Биографија
Рођен је у Француској, студирао је медицину и путовао по Европи, Азији и Северној Африци током 1860-их и 1880-их година. Писао је о археологији и антропологији и зарађивао је новац дизајнирајући научне апартуре. Његово прво дело је из 1894. године „Психологија Људи“, a његово најпознатије дело је „Група: Студија популарног мишљења“ из 1896. године.

## Утицај
Ле Бон није био први социолог, који је дао дијагнозу свом друштву и који је открио нови феномен „Група“. Неки од првих теоретичара, који су причали о понашању групе су били: Француски социолог Габријел Тард, италијански адвокат и криминолог Шипио Сигеле и немачки социолог Георг Зимел. Сва тројица су имала сличне закључке о масовним групама у критичним тренуцима, када се ствара нова теорија о социјалној акцији. Прва расправа о психологији групе је била између Тард Габријела и Сигеле Шипоа, који су расправљали како да одреде кривца, да доделе кривичну одговорност у групи и на основу тога да одреде кога треба ухапсити
Ле Бон и Француска су били сведоци три велика догађаја: Париске комуне, успону Жоржа Ернеста Буланжеа и Драјфусовој афери. Париз је у 19. веку био један од највећих индустријских градова Европе у коме је у првом плану био успон антисемитизма и крајње деснице. Немачко освајање Алзаса и Лорена подстакло јр националистичке и десничарске покрете у земљи. У том контексту је Ле Бон и стварао свој концепт за дело „Група“.
Јавља се нова појава припајања појединаца окупљеној групи, не само да би се тело групе проширило, него и да би се посматрао утицај групе на појединца. Када се група окупи или сједини постоји „магичан утицај групе или неког другог узрока којег смо ми несвесни“, који мења понашање сваког појединца, док њим не почне да управља „мишљење групе“. Овај модел групу посматра, као меру и сваком појединцу узима мишљење, систем вредности и веровања. Сам Гистав Ле Бон је рекао „Појединац је зрно песка, међу другим зрнима песка, које ветар узбурка по вољи“.
Ле Бон је рекао да су три главна процеса, која чине „Групу“-анонимност, зараза и поводљивост. Анонимност дозвољава појединцу, који рационално размишља, да се осећа као да губи личну одговорност. Појединац постаје примитиван, неразуман и емотиван. Овај недостатак самоконтроле омогућава појединцу нагонско понашање и прихватање несвесног инстинктивног понашања. Ле Бон то тумачи, да група преокреће Дарвинову теорију еволуције и постаје назадана, доказујући ембриолошку теорију (теорију рекапитулације) Ернеста Хекела: „Идивидуално развиће организма (онтогенија) је рекапитулација његовог еволуционог развића (филогеније)“.
Зараза се односи на неке типове понашања у групи (нпр када побуњеник разбије прозор). У овом случају појединац занемарује личне интересе зарад групе. Док поводљивост служи, да би се зараза остварила. Када се група окупи, глас утицајне личности отвара врата за несвесно понашање. У овој фази група постаје хомогена и њом лако управља најјачи члан. Ле Бон каже: „ Вође о којима причамо, обично су људи од акције, а не од речи. То су посебно регрутоване особе, које су полу-поремећене или се налазе на граници лудила".
Наравно постоје противници Ле Бонове концепције „колективног мишљења“, који износе супротну тезу и кажу, да је колективно понашање последица сваког појединца, који чини ту групу. Фројд Олпорт је био на челу низа напада и он је говрио да не постоји нешто, као што је „колективно мишљење“ и да се група само састоји од појединачних реакција. Он је свако посматрање мишљења одвојеног од психе појединца сматрао бесмислицом или „брбљањем“, а у свом тексту о социјалној психологији из 1924. године каже : „ Не постоји ниједна психологија групе, која суштински или потпуно није психологија појединца“.
Џорџ Мосе, бивши професор на једном америчком универзитету, сматрао је да фашистичка теорија о лидерству, која се јавља 20-их година прошлог века, много дугује овој Ле Боновој теорији. Познато је да је Адолф Хитлер прочитао ово дело и да је у својој књизи „Моја борба“ истицао пропагандне технике, које је предложио Ле Бон. Такође је и Бенито Мусолини добро проучавао ово Ле Боново дело, чак га је и читао неколико пута
Едвард Бернес, рођак Сигмунда Фројда, је такође био под утицајем ове теорије, па је у својој књизи „Пропаганда“ изнео, да је главна карактеристика демократије манипулација масовним медијима. Теодор Рузвелт је такође, као и многи амерички напредњаци 20. века, био под утицајем Ле Бона.

## Полемика
Године 1896. је објавио да истражује нови вид радијације. Назвао га је „црно светло“. То није појам у данашњем смислу, практично постојање те његове радијације никада није потврђено Његова теорија о природи материје и енергије проширена је у књизи „Еволуција материје“. Ова књига је доживела велику популарност у Француској, где је објављена у чак 12 издања. Главна претпоставка у овој књизи је била да је материја нестабилна супстанца и да се полако претвара у етар. Ова теорија је побијена почетком 20. века.
Гистав Ле Бон је сматрао да жене не могу имати исто образовање као мушкарци и за то је изнео доста аргумената. Он је рекао да постоји превише жена, чији је мозак по величини ближи горилама, него најразвијенијем мушком мозгу. Сматрао је да мушкаци претствљају јачи облик људске расе.

## Одабрана дела
- Анатомско и Математичко истраживање закона варијације капацитета мозга и његове повезаности са интелигенцијом (1879)-за ово дело је добио две награде
- Експериментално истраживање варијација у капацитету мозга и лобање (1878)
- Истраживање о расама и данашњој антропологији (1881)
- Човек и друштво (1881)
- Свет исламске цивилизације (1974)
- Употреба психологије у класификацији раса (1886)
- Психологија људи (1898)
- Група: Студија о популарном мишљењу (1896)
- Психологија социјализма (1899)
- Еволуција материје (1907)
- Еволуција силе (1908)
- Психологија револуције (1913)
- Француска револуција и Психлогија револуције (1980)
- Психологија Великог рата (1916)
- Свет у побуни (1921)
- Неуравнотежени свет (1924)